# Cisgênese
Cisgênese (português brasileiro) ou cisgénese (português europeu) é uma designação do produto para uma categoria de plantas geneticamente modificadas. Uma variedade de sistemas de classificação têm sido propostos que tem finalidade de ordenar os organismos geneticamente modificados, com base na natureza das alterações genotípicas, ao invés do processo de engenharia genética.
Cisgênese (a partir do "mesmo" e "início") é um termo para organismos que foram projetados usando um processo em que os genes são artificialmente transferidos entre os organismos que poderiam ser produzidos convencionalmente. Ao contrário dos transgênicos, os genes são apenas transferidos entre os organismos estreitamente relacionados. Entretanto, enquanto as futuras tecnologias podem permitir genomas a serem modificados diretamente dentro de um organismo individual, atualmente sequências de ácidos nucleicos devem ser isolados e introduzido usando as mesmas tecnologias que são utilizadas para produzir organismos transgênicos. O termo foi introduzido pela primeira vez em 2000 por Henk J. Schouten e Henk Jochemsen, e, em 2004, uma tese de Doutorado por Jan Schaart da Universidade de Wageningen , em 2004, discutindo para fazer morangos menos suscetíveis a Botrytis cinerea.
Na Europa, atualmente, esse processo é regido pelas mesmas leis que os transgênicos, mas pesquisadores da Universidade de Wageningen, na Holanda sentem que isso deve ser alterado e regulada da mesma forma como as plantas normalmente cultivadas. No entanto, outros cientistas, que escreveram na Nature Biotechnology, discordaram. Em 2012, a European Food Safety Authority (EFSA) publicou um relatório com a sua análise de risco da cisgênese e intragenêse nas plantas. Eles compararam os perigos associados com plantas produzidas por cisgenêse e intragenêse com aqueles obtidos pelo convencionais técnicas de melhoramento de plantas ou transgênicos. A EFSA concluiu que "riscos semelhantes podem ser associados com cisgênia e plantas cultivadas normalmente, enquanto riscos podem ser associados com intragênia e plantas transgênicas."
Cisgenêse tem sido aplicada para a transferência de genes de resistência natural à praga devastadora Phytophthora infestans em plantações de batata e sarna (Venturia inaequalis) na apple.
Cisgênese e transgênese, ou o uso artificial de transferência de genes,  resulta em uma forma menos extensa de mudar para um organismo do genoma de mutagênese, que foi muito utilizado antes da engenharia genética ser desenvolvida.
Algumas pessoas acreditam que cisgênese não deve enfrentar tanto a supervisão regulamentar, como a modificação genética criado através transgênese como é possível, se não prático, para a transferência de alelos entre espécies estreitamente relacionadas, mesmo pelo tradicional mixagem. A principal vantagem biológica de cisgênese é que ele não perturba favoráveis heterozigotos, em especial propagam culturas assexuadas como a batata, que não raça verdadeiro para semente. Uma aplicação de cisgênese é criar plantações de batatas resistentes à praga, transferindo conhecimento de resistência selvagem por métodos de genótipos modernos, de alto rendimento.
O governo holandês tem proposta para excluir plantas cisgênicas do Regulamento Europeu, tendo em vista a segurança das plantas cisgênicas, comparando a plantas naturais, e a sua contribuição para o durável produção de alimentos.

## Plano de classificação relacionadas
Uma classificação relacionada proposta por Kaare Nielsen é:
| Fonte da modificação genética | A variabilidade genética através de cruzamento convencional | A distância genética |       |
| ----------------------------- | ----------------------------------------------------------- | -------------------- | ----- |
| Intragênicas                  | Dentro do genoma                                            | Possível             | Baixa |
| Famigênicas                   | Espécies da mesma família                                   | Possível             |       |
| Linegênicas                   | Espécies na mesma linhagem                                  | Impossível           |       |
| Transgênicos                  | Não relacionados espécies                                   | Impossível           |       |
| Xenogênicas                   | Laboratório-projetado genes                                 | Impossível           | Alta  |

## Diagrama

Um diagrama comparando as alterações genéticas alcançado através convencionais de melhoramento de plantas, transgênicas e cisgênicas